# ان‌استار
ان‌استار (انگلیسی: NSTAR) شرکت برق آمریکایی است، که در سال ۱۹۹۹ تأسیس شد.